# Eclipse (Brettspiel)
Eclipse – New Dawn for the Galaxy ist ein Brett- und Strategiespiel des finnischen Spieleautors Touko Tahkokallio. Das Spiel ist für zwei bis neun Spieler ab 14 Jahren und im Jahr 2011 auf Englisch, Französisch und in einer multilingualen Version auf Polnisch, Deutsch und Italienisch beim Spieleverlag Lautapelit.fi erschienen.

## Spielweise und Ausstattung
Eclipse gehört zu den so genannten 4X-Spielen (englisch für „eXplore, eXpand, eXploit, eXterminate“); es geht in dem Spiel um Eroberungs-, Forschung-, Expansions- und Ressourcenmanagement. In Eclipse spielt man eines von vielen unterschiedlichen Völkern im Weltraum. Die Spieler haben die Aufgabe, Planeten zu besiedeln, dort Ressourcen abzubauen, Technologien  zu erforschen, Raumschiffe und Raumbasen zu bauen und mittels dieser Gebiete zu erobern und Siegpunkte zu erzielen. Gestartet wird mit einem besiedelten Sonnensystem und einem Schiff, mit denen die eigene Zivilisation zu entwickeln ist. Um neue Systeme zu entdecken, muss die Galaxie erkundet, gegen „die Ältesten“ (eine uralte feindselige Außerirdischenrasse) oder gegen die Mitspieler gekämpft, Technologien erforscht und die Zivilisation ausgebaut werden. Der Ausbau erfolgt mittels dreier Ressourcen: Wissen, Material und Geld. Jeder besiedelte Planet bietet eine dieser Ressourcen, die es einzusetzen und zu verteidigen gilt.

### Spielmaterial
Das Spielmaterial besteht neben den teilweise mehrsprachig beigelegten Spielanleitungen aus:
- 84 Raumschiffen in drei Größen
- 24 Raumbasen
- 264 Holzwürfeln in verschiedenen Farben
- 96 hölzernen Einflussmarkern
- 18 Botschafterplättchen
- 44 Sektorenfeldern
- 6 Spielertableaus
- 1 Nachschubtafel
- 96 Technologieplättchen
- 154 Schiffsausbauteilen
- 21 Entdeckerplättchen
- 22 Kolonieschiffen
- 21 Ältesten-Technologieteilen
- 32 Reputationsplättchen
- 22 Orbital- und Monolith-Plättchen
- 6 Übersichtskarten
- 1 Verräterkarte
- 4 Infokarten
- 18 Würfeln in drei Farben: gelb, orange, rot
- 18 Holzmarkern
- 12 hölzerne Schadensmarkern
- 1 Startspieler-Pöppel
- 1 Rundenmarker
- 2 Stoffbeuteln

### Vorbereitungen
Zu Beginn des Spiels legt jeder Spieler seine Würfel und Scheiben auf seinen Spielplan. Danach wählt jeder Spieler Aktionen aus dem Aktionenpool, solange er diese bezahlen kann, und führt diese aus. Im Laufe des Spiels wird das Spielfeld von den Spielern mittels Planeten-Hexfeldern dynamisch aufgebaut, auf denen sich die Raumschiffe durch Wurmlöcher bewegen und agieren. Es entsteht so stets ein neues Spielfeld.

### Spielverlauf

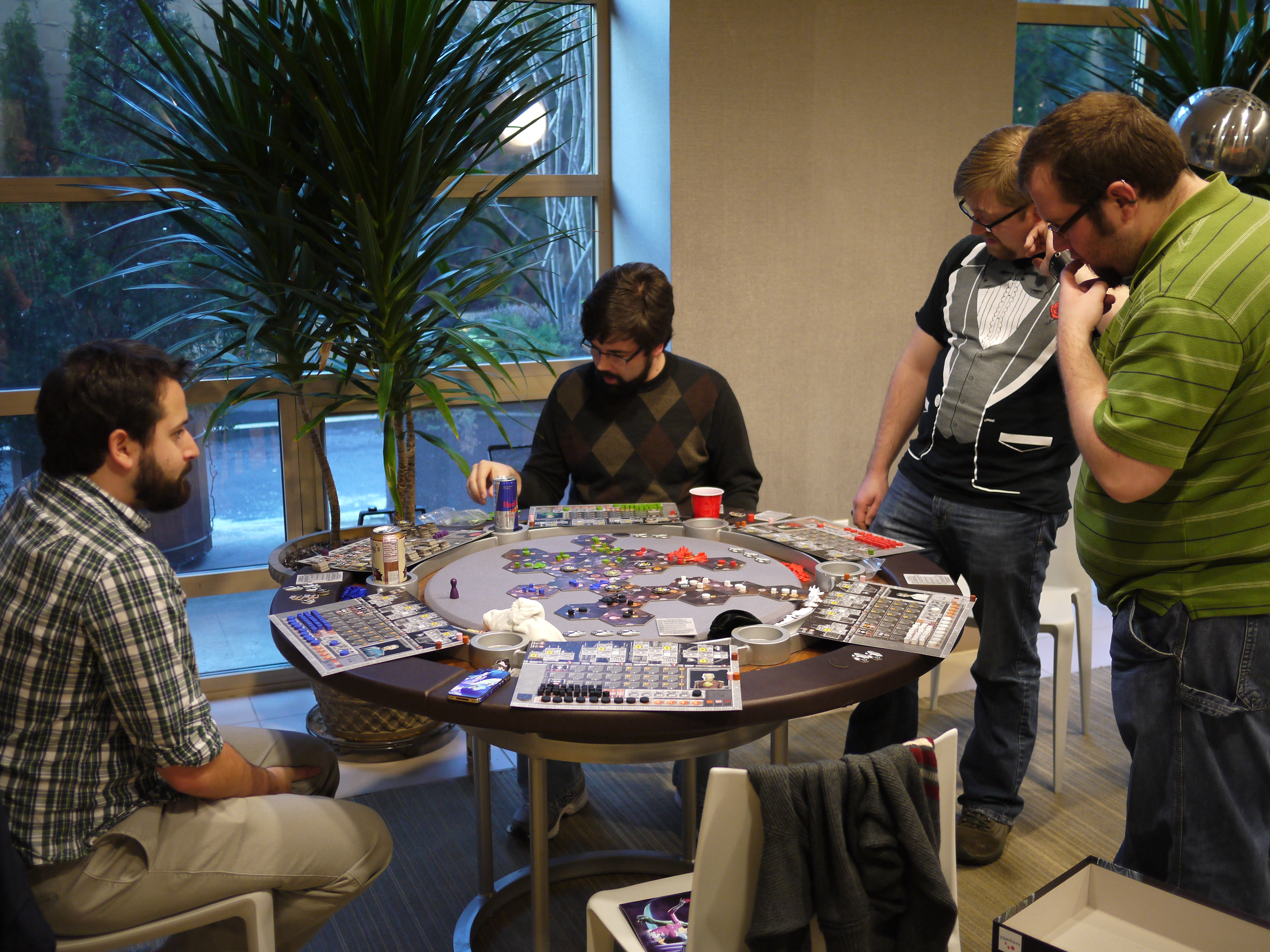
Eclipse-Runde

Jede gespielte Runde besteht aus der Aktions-, Kampf-, Wartungs- und Aufräumphase. In der Aktionsphase stehen dem Spieler sechs verschiedene Aktionen zur Verfügung, die er auch mehrmals ausführen kann. Jeder Spieler führt eine Aktion aus, danach ist der nächste Spieler im Uhrzeigersinn dran, solange bis kein Spieler mehr Aktionen ausführen möchte. Der erste Spieler, der passt, wird der Startspieler der nächsten Runde.
Mögliche Aktionen:
- Erkunden: Ein benachbartes Sektorenfeld erkunden.
- Einfluss: Einen freien Raumsektor in Besitz nehmen.
- Forschung: Eine ausliegende Technologie erforschen.
- Upgrade: Upgrades wie Waffen, Schilde, Hülle, Antrieb, Reaktor oder Zielcomputer in die Schiffe einbauen.
- Bauen: Schiffe, Raumstationen, Monolithen oder Orbitale bauen.
- Bewegung: Raumschiffe durch die Wurmlöcher bewegen.
- Kampf: Begegnen sich Schiffe, wird gekämpft.

Das Spiel endet nach neun Runden. Wer die meisten Siegpunkte hat, gewinnt das Spiel.

### Erweiterung

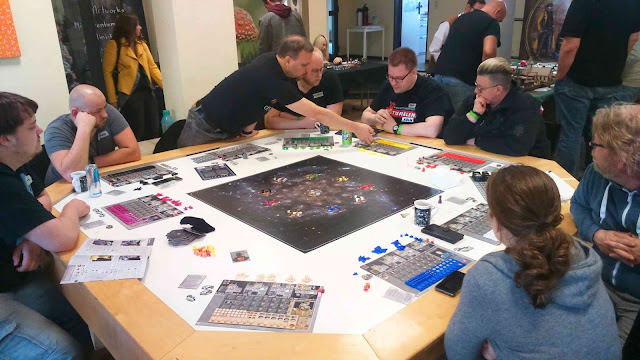

Zu dem Spiel wurden drei große Erweiterungen veröffentlicht:
- Eclipse: Rise of the Ancients (2012)
- Eclipse: Ship Pack One (2013)
- Eclipse: Shadow of the Rift (2015)

Hinzu kommen zahlreiche kleinere Erweiterungen.
- Eclipse: Supernova Expansion
- Eclipse: Nebula Expansion
- Eclipse: Black Hole Expansion
- Eclipse: Pulsar Expansion

### Elektronische Versionen
Eine iOS-Version des Spiels als App wurde 2013, eine Android- und eine Steam-Version wurden 2016 veröffentlicht.

## Rezeption
Mit seinen verschiedenen Rassen, dem dynamischen Spielfeld und den immer neuen Allianzen bietet Eclipse einen Wiederspielwert, der ähnlich hoch ist, wie die Lernkurve bis zum ersten Sieg.

### Preise und Ehrungen
- Charles S. Roberts Best Science-Fiction or Fantasy Board Wargame Nominee (2011)
- Jogo do Ano Nominee (2011)
- Golden Geek Best Board Game Artwork/Presentation Nominee (2012)
- Golden Geek Best Innovative Board Game Nominee (2012)
- Golden Geek Best Strategy Board Game Nominee (2012)
- Golden Geek Best Thematic Board Game Nominee (2012)
- Golden Geek Best Wargame Nominee (2012)
- Golden Geek Board Game of the Year Winner (2012)
- Golden Geek Golden Geek Best Strategy Board Game Winner (2012)
- International Gamers Award – General Strategy: Multi-player Nominee
- JoTa Best Gamer Game Audience Award (2012)
- JoTa Best Gamer Game Nominee (2012)
- JUG Game of the Year Winner (2012)
- Ludoteca Ideale Winner (2012)
- Lys Passioné Finalist (2012)
- Lys Passioné Winner (2012)
- Tric Trac Nominee (2012)

## Remake
Im Jahr 2020 erschien ein leicht verbessertes Remake unter dem Titel „Eclipse – Das zweite galaktische Zeitalter“, in Deutschland vertrieben vom Pegasus Spiele. Im Dezember 2023 sollen die bisherigen Erweiterungen zB. für 9 Spieler ebenfalls in der Neuauflage erscheinen.